# Chili – Society mit Dominic Heinzl
Chili – Society mit Dominic Heinzl, oder meist nur Chili war ein österreichisches Society-Magazin, das sich mit Klatsch und Tratsch der nationalen und internationalen Promiszene, Trends aus Mode und Lifestyle und Neuigkeiten aus der Film- und Kinoszene beschäftigte. Die Show wurde ab 11. Jänner 2010 auf ORF eins (vormals ORF 1) ausgestrahlt und von Dominic Heinzl moderiert.

## Hintergrund

### Hi Society auf ATV
Nachdem Dominic Heinzl in den 1980er und 1990er Jahren für den ORF beim Treffpunkt Ö3 und der Jugend- und Musiksendung X-Large mitgewirkt hatte, moderierte er von 2003 bis Ende 2009 das Society-Magazin Hi Society im österreichischen Privatsender ATV, das er mit seiner eigenen Firma Chili-TV GmbH Radio & TV Produktion produziert hat.

### Wechsel zum ORF
Am 2. September 2009 teilte der ORF-Generaldirektor Alexander Wrabetz in einer Pressekonferenz mit, dass Heinzl ab Jänner 2010 beim ORF eine eigene täglich erscheinende Sendung haben würde. Wrabetz zeigte sich sehr erfreut über den Transfer des langjährigen Ö3- und ORF-Moderators: „Mit Dominic Heinzl ist dem ORF ein Toptransfer gelungen, der für programmliche Blutauffrischung sorgen wird“. Minuten vor der Pressekonferenz kündigte der Privatsender ATV an, sich mit 2010 von Heinzl zu trennen. „Nach über zehn Jahren ist die Society-Berichterstattung über Partys, Promis, Restaurant- und Geschäftseröffnungen an ihrem Zenit angekommen“, sagte ATV-Geschäftsführer Ludwig Bauer. Hi Society wurde ab Februar 2010 vom neuen Boulevard-Magazin ATV Life mit Volker Piesczek und Kerstin Ruhri als Moderatoren ersetzt.
Ende 2009 wurde ein konkretes Konzept für die neue ORF-Sendung, die wie Society auch von Heinzls eigener Firma chili.tv produziert wird, vorgestellt. Das Genre und der Moderator bleiben dasselbe, so der ORF, im Wesentlichen ändern sich nur „Studio, Sender, Inhalte, Verpackung und Themenvielfalt“.

## Veröffentlichung

### Erstausstrahlung
Chili wurde am 11. Jänner 2010 das erste Mal auf ORF eins ausgestrahlt. Dominic Heinzl präsentierte sich in gewohnter Weise, allerdings in einem neuen Studio. Ab 19:20 Uhr präsentierte Heinzl nun täglich die beiden Magazine Backstage und das anschließende Chili. Es handelte sich dabei um zwei separate Sendungen, die aber zum selben Genre gehörten und praktisch auch denselben Inhalt vermittelten. Unterbrochen wurden diese nur von einem einzigen Werbeblock. Backstage wurde vom ORF als „Vorprogramm“ vor Chili konzipiert. Nach einem Urteil des Bundeskommunikationssenats, wonach die Werbeunterbrechung zwischen den Societymagazinen gegen das ORF-Gesetz verstößt, war der ORF zum Handeln gezwungen.

### Einschaltquoten
Am Montag, dem Tag der Chili-Erstaussendung, war das Interesse sehr groß. Seither ging die Einschaltquote stetig bergab, dennoch zeigte sich der ORF zufrieden. Laut ORF-Kommunikationschef Pius Strobl „stimmt der Flow“. Chili „bekommt Zeit, seine Zuseher zu finden“, denn „Fernsehgewohnheiten ändern sich nicht an einem Tag“. Zur gleichen Zeit (19:30 Uhr) lief auf ORF 2 die Nachrichtensendung Zeit im Bild sowie das Wetter und Sportnachrichten, die täglich etwa von etwa 1,1 Millionen Zusehern gesehen werden. Auf die Frage, ob das keine Konkurrenz für Chili darstellt, antwortete Strobl: „Besser, Konkurrenz im eigenen Haus, als gar nicht beim ORF“.
Backstage stellte man mit dem 30. Juli 2010 ein. Chili wurde am 6. September 2010 auf 10 Minuten gekürzt und an einen anderen Sendeplatz verschoben. Ab September 2012 lief die Sendung nur mehr fünf Minuten.
| Datum           | „Backstage“   | „Chili“       |
| --------------- | ------------- | ------------- |
| 11. Jänner 2010 | 356.000 Seher | 405.000 Seher |
| 12. Jänner 2010 | 199.000 Seher | 359.000 Seher |
| 13. Jänner 2010 | 226.000 Seher | 174.000 Seher |
| 14. Jänner 2010 | 244.000 Seher | 193.000 Seher |
| 30. Juli 20101  | 79.000 Seher  | 89.000 Seher  |

1 Letzte Ausstrahlung von Backstage und von Chili im bisherigen Format.

### Crew
Hauptkameramann der Sendung war der österreichische Kameramann Harald Lamprecht.

## Absetzung der Sendung
Im Oktober 2012 gab Heinzl via Facebook bekannt, dass der Vertrag zur Sendung, der bis Ende 2012 läuft, vom ORF nicht verlängert wird.